# Amygdala

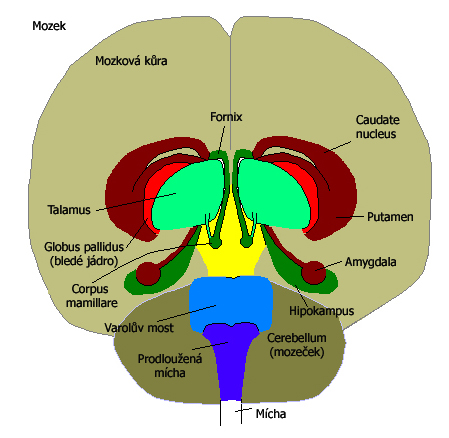
Poloha amygdaly v mozku.

Amygdala (lat.: corpus amygdaloideum) je párová mozková struktura v  mozku primátů, umístěna ve střední části spánkového laloku a jako součást Papezova emočního okruhu je propojena hojnými drahami do ostatních částí limbického systému a do mozkové kůry. Amygdala hraje hlavní roli ve formování a uchování paměťových stop spojených s emočními prožitky s emocionálním zabarvením. Významně ovlivňuje chování při strachu, radosti.

## Stavba a umístění
Amygdala je tvořena skupinou jader s bohatými vnitřními spoji a zároveň je propojená s okolní mozkovou tkání hojnými vstupními a výstupními drahami.
Je umístěna ve střední části spánkového laloku mozku.
Hlavní část amygdaly se dělí na:
1. Kortikomediální jádro dostává přímé informace z čichových receptorů a je napojeno na hypotalamus a přední mozek. Tato část amygdaly tak dokáže ovlivnit sexuální chování jedince v závislosti na pachových signálech.[2]
2. Bazolaterální jádro, je spojeno s temenními a spánkovými asociačními oblastmi mozkové kůry. Tato část amygdaly určuje emoční význam informací a přiřazuje k nim emoční náboj.[2]
3. Centrální jádro má spoje s asociačními oblastmi mozkové kůry a centrem chuti. Její výstupní dráhy směřují hlavně do center řízení autonomních funkcí v mozkovém kmeni.[2]

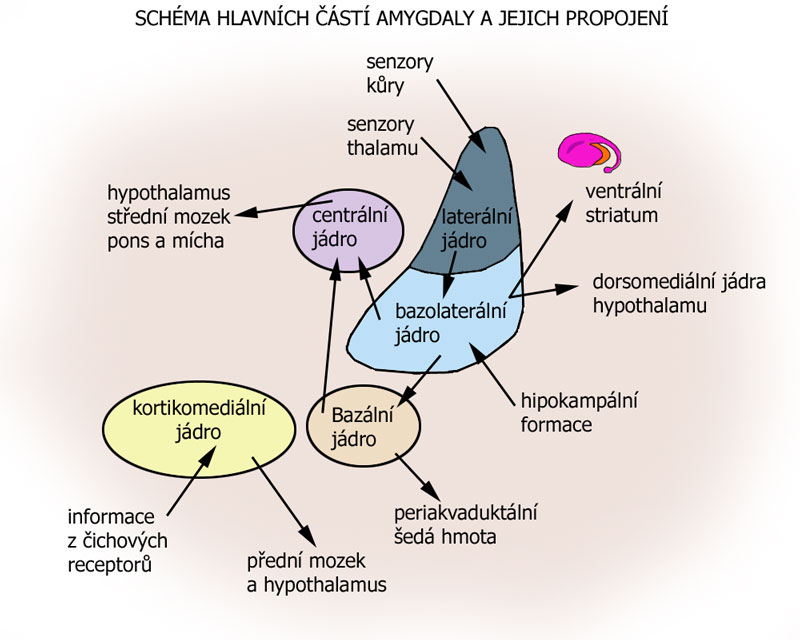
Schéma propojení amygdalárních jader.

## Funkce
U vyšších obratlovců, včetně člověka, amygdala hraje hlavní roli při vytváření a ukládání vzpomínek spojených s emocionálními událostmi. Rozpoznávání a reakce na podněty spojené hlavně s nepříjemnou událostí jsou velmi pohotové a předbíhají reakce rozumové.
Centrální jádra se podílejí na vzniku reakce strachu, jako je strnutí (nehybnost), tachykardie (rychlý srdeční tep), zvýšené dýchání, sevření žaludku a vylučování stresových hormonů. Poškození amygdaly naruší získání či vybavení Pavlovova reflexu i ostatních forem klasických reflexů či emocionálních reakcí.
Amygdala je rovněž zapojena do appetitivního (pozitivního) reflexu.

## Neuropsychologický význam amygdaly
Funkce amygdaly byla poprvé odhalena již v roce 1888 výzkumem provedeným na primátech, postižených lézí spánkové oblasti mozkové kůry. Tento výzkum odhalil významný vliv těchto oblastí na sociální a emocionální chování jedince. Heinrich Klüver a Paul Bucy, kteří později tento výzkum rozšířili, stejným pozorováním poukázali na to, že velké léze na předním temporálním laloku vyvolají změnu v chování, přehnanou reakci na všechny objekty, hypoemocionalitu, ztrátu strachu, ztrátu sociálního postavení, společenskou izolaci, hypersexualitu a hyperoralitu. Některé opice prokázaly také neschopnost rozpoznávat známé objekty, a to živé i neživé. Vykazovaly ztrátu strachu vůči experimentátorům. Tato porucha chování byla později pojmenována Klüver-Bucy syndromem.
Pozdější studie, již konkrétně zaměřené na amygdalu, ukázaly, jak obtížné je vymapovat konkrétní oblasti a přiřadit jim patřičné symptomy. Opičí matky s poškozenou amygdalou vykazovaly snížené mateřské chování vůči svým dětem. Často je fyzicky zneužívaly nebo zanedbávaly. Až roce 1981 vědci zjistili, že selektivní léze celé amygdaly, provedená radiofrekvenční metodou, způsobuje Klüver-Bucy syndrom.
Technologický pokrok, umožňující zobrazení nervových tkání, učinil významná zjištění týkající se amygdaly v lidském mozku. Potvrdilo se, že amygdala má podstatný vliv na duševní stav člověka a souvisí s mnoha jeho psychickými poruchami. V roce 2003 studie jedinců s poruchou osobnosti ukázala na významně vyšší aktivitu levé amygdaly, než je obvyklé u jinak zkoumaných osob. Někteří pacienti měli dokonce potíže s rozlišením neutrální tváře a vyhodnotily ji jako tvář ohrožující. Pacienti s těžkou sociální fobií měli zvýšenou citlivost amygdaly. Stejně tak pacienti s depresí měli zvýšenou aktivitu levé amygdaly. Studie z roku 2003 zase zjistila, že dospělí a dospívající pacienti s menším objemem amygdaly a hipokampu trpí bipolární poruchou. Mnohé studie také poukazovaly na propojení mezi amygdalou a autismem, amygdalou a schizofrenií. U pacientů se schizofrenií byla pravá amygdala podstatně větší než levá. Nedávný výzkum na krysách naznačuje, že parazit toxoplasma gondii, pokud napadne mozek, se nejčastěji usadí právě v amygdale a vytvoří zde cysty, které mohou být příčinou poruch, jako je schizofrenie nebo paranoia.

#### Parkinsonova nemoc
Studie z roku 2018 naznačuje, že změny v objemech amygdaly, jakož i změny vazebných potenciálů, funkční konektivity, regionální homogenity a regionálního toku krve mozkem, mají různé dopady na emocionalitu u lidí s Parkinsonovou chorobou.